# بخش سنگرور
بخش سنگرور (به انگلیسی: Sangrur district) یک بخش در هند است که در پنجاب واقع شده‌است. بخش سنگرور ۳٬۶۸۵ کیلومتر مربع مساحت و ۱٬۶۵۴٬۴۰۸ نفر جمعیت دارد و ۲۳۲ متر بالاتر از سطح دریا واقع شده‌است.